# Kyle (Texas)
Kyle é uma cidade localizada no estado norte-americano do Texas, no Condado de Hays.

## Demografia
Segundo o censo norte-americano de 2000, a sua população era de 5314 habitantes.
Em 2006, foi estimada uma população de 20.655, um aumento de 15341 (288.7%).

## Geografia
De acordo com o United States Census Bureau tem uma área de
15,5 km², dos quais 15,3 km² cobertos por terra e 0,2 km² cobertos por água.

## Localidades na vizinhança
O diagrama seguinte representa as localidades num raio de 16 km ao redor de Kyle.